# Дюсеке (Железинський район)
Дюсеке́ (каз. Дүйсеке) — село у складі Железинського району Павлодарської області Казахстану. Входить до складу Веселорощинського сільського округу.
Населення — 46 осіб (2021; 128 у 2009, 250 у 1999, 327 у 1989).
Національний склад станом на 1989 рік:
- казахи — 59 %;
- росіяни — 31 %.